# 多渴症
多渴症（英語：Polydipsia）是過度口渴或過量飲酒。這個詞來源於希臘語（poludípsios）"非常口渴"，它來源於（dípsa，"口渴"）。 煩渴是各種軀體疾病中的非特異性癥狀。它也作為一些非人類動物的異常行為發生，例如在鳥類中。